# ハーベイ・ウォルデン4世
ハーヴェイ・ウォルデン4世（英語: Harvey Walden IV 1966年12月21日）は、元アメリカ海兵隊訓練教官、テレビ司会者。シカゴにある大AME記念教会の牧師を1947年から1978年に他界するまで務めたハーベイ・エベレット・ウォルデン（1887–1978）の曾孫である。

## 軍歴
ウォルデンは17歳のときに海兵隊に入隊し、カルフォルニアのサンディエゴ海兵隊新兵訓練所の教育課程を修了した。彼はサウスカロライナのパリス・アイランド海兵隊新兵訓練所で教鞭を振るっていたが、2007年6月をもって退役した。なお、最終階級は曹長。

## 参照
Official Website www.harveywaldeninc.com